# Kudoa miniauriculata
Kudoa miniauriculata is een microscopische parasiet uit de familie Kudoidae. Kudoa miniauriculata werd in 1996 beschreven door Whitaker, Kent & Sakanari. 